# Nicolas Charles Oudinot
Nicolas Charles Oudinot (Bar-le-duc, 25 de abril de 1767-París, 13 de septiembre de 1847), Duque de Reggio y Mariscal de Francia, fue un militar francés.
Procedente de una familia burguesa de Lorena, nació en la localidad de Bar-le-duc. Muy pronto se decidió por la carrera militar, sirviendo en el regimiento de Medoc desde 1784 hasta 1787 cuando, sin tener opción alguna a ascenso por su nacimiento plebeyo, se retiró con el grado de sargento. La Revolución francesa cambió este estado de cosas, y en 1792, con el inicio de la guerra, fue nombrado teniente coronel del tercer batallón de los voluntarios del Mosa. Su gallarda defensa del pequeño fuerte de Bitsch, en los Vosgos en 1792, centró la atención sobre él, siendo transferido al ejército regular en noviembre de 1793. Tras servir en numerosas acciones en la frontera de Bélgica, fue ascendido a general de brigada en junio de 1794 por su conducta en la batalla de Kaiserslautern.
Continuó su servicio con distinción en la frontera alemana bajo el mando de Hoche, Pichegru y Moreau. Resultó herido varias veces, además de hecho prisionero en una ocasión en 1795. Fue la mano derecha de Massena a lo largo de toda su gran campaña en Suiza de 1799, primero como general de división, y luego como jefe del alto mando, obteniendo una extraordinaria distinción en la batalla de Zúrich. Estuvo presente con Massena en la defensa de Génova, distinguiéndose además en la batalla de Monzambano, por la que Napoleón le entregó una espada honorífica. Fue nombrado inspector general de infantería, y con el establecimiento del Imperio obtuvo la Gran Cruz de la Legión de Honor, pero no figuraba en el primer nombramiento de mariscales.

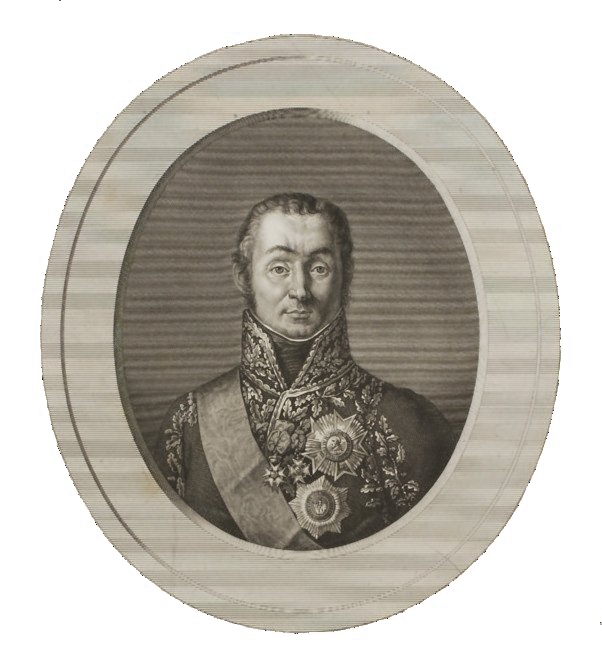
Nicolas Charles Oudinot, Mariscal del Imperio.

Sin embargo, fue elegido miembro de la Cámara de Diputados, aunque tuvo poco tiempo para dedicar a la política. Desempeñó un papel relevante en la guerra de 1805, comandando la famosa división de los «granaderos de Oudinot», formada por tropas seleccionadas y organizadas por él, con las que alcanzó los puentes de Viena y recibió una herida en Hollabrünn, y con las que participó de forma decisiva en la victoria de Austerlitz. En 1806 ganó la batalla de Ostrolenka, y luchó con resolución y éxito en la batalla de Friedland. En 1808 fue nombrado gobernador de Erfurt y Conde del Imperio, y en 1809, tras mostrar un brillante coraje en Wagram, fue promocionado al rango de Mariscal.
Fue hecho Duque de Reggio y recibió una amplia concesión económica en abril de 1810. Oudinot administró el gobierno del Reino de Holanda desde 1810 a 1812 y mandó el segundo cuerpo de la Grande Armée en la campaña rusa de aquel año. Estuvo presente en Lützen y Bautzen, y cuando ostentaba el mando independiente de los cuerpos enviados a tomar Berlín, fue derrotado en la batalla de Gross Beeren. Fue reemplazado por el Mariscal Ney, pero este último fue también derrotado en la Batalla de Dennewitz.
Sin embargo, Oudinot no cayó en desgracia. Tuvo un mando importante en Leipzig y durante la campaña de 1814. Tras la abdicación de Napoleón, se adhirió al nuevo gobierno y fue nombrado «Par de Francia» por el Rey Luis XVIII. Al contrario que muchos de sus antiguos camaradas, no desertó para servir a su antiguo señor en 1815. Su último servicio activo fue durante la invasión francesa de España en 1823, en la que comandó un cuerpo de ejército y fue por un tiempo gobernador de Madrid. Murió finalmente como gobernador de Les Invalides.
Oudinot no fue un gran comandante, ni tuvo pretensiones de serlo, pero fue un gran general de división. Fue el ideal de belleza de un general de infantería: enérgico, detallista, resuelto y hábil en la batalla como cualquiera de los mariscales de Napoleón.